# 馬魯蒂Zen
馬魯蒂Zen（英語：Maruti Zen）乃1993年至2006年間印度馬魯蒂鈴木公司（母公司為日本鈴木公司）製造、販售的次緊湊型掀背車。關於車名「Zen」來自「Zero Engine Noise（零引擎噪音）」的縮寫，不過也恰巧是「禪」的音譯。

## 歷史與概要
1993年 - 馬魯蒂鈴木公司發表馬魯蒂Zen（原廠代號MH410），以第四代鈴木Cervo Mode為藍本，換裝化油器版本的993c.c.直列四缸SOHC G10B型引擎。這具引擎因為具有輕量化、易改裝的特性，使得此車款在印度當地被廣泛地運用在汽車賽事中，甚至曾出現過馬力100bhp以上的修改版本。佈局方式區分成前置前驅或四輪驅動，至於外觀設計，在長達13年的產品生命週期中幾乎沒有太大改變。
1994年 - 和馬魯蒂Esteem一樣，追加一具由法國標緻汽車供應的1.5L直列四缸SOHC TUD5型柴油引擎，以較高的售價供消費者選購。後來此具柴油引擎因為無法通過印度當局更嚴苛的汽車廢氣排放標準，遂於2005年4月停止供應。
1997年 - 新增與車身不同色彩的前後保桿。
2003年 - 6月小改款，同時推出以VXi車型升級的特仕車，可選擇黑色或銀色兩種專屬車色塗裝。
2006年 - 3月正式停產，後繼車款為馬魯蒂Zen Estilo。

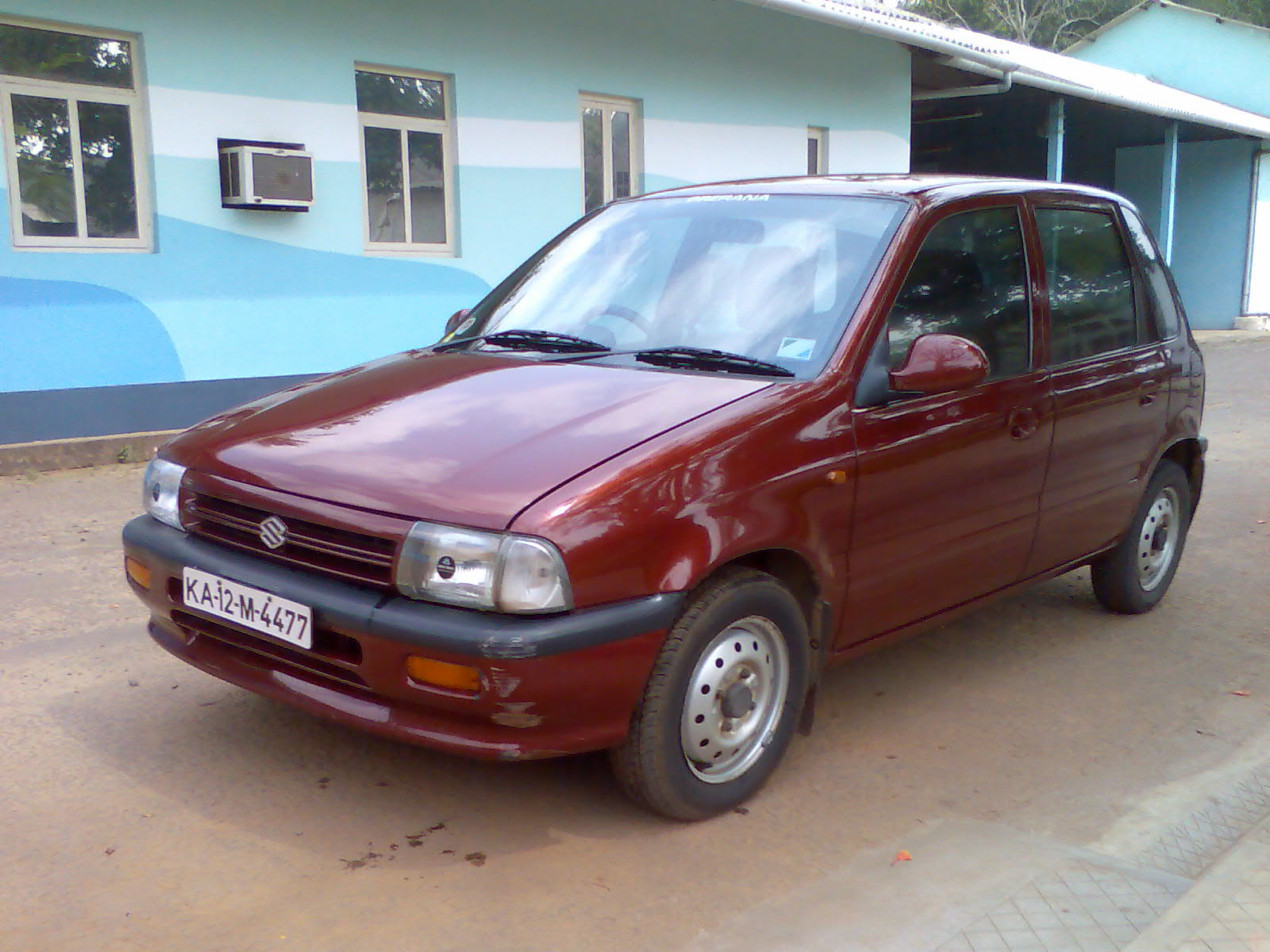
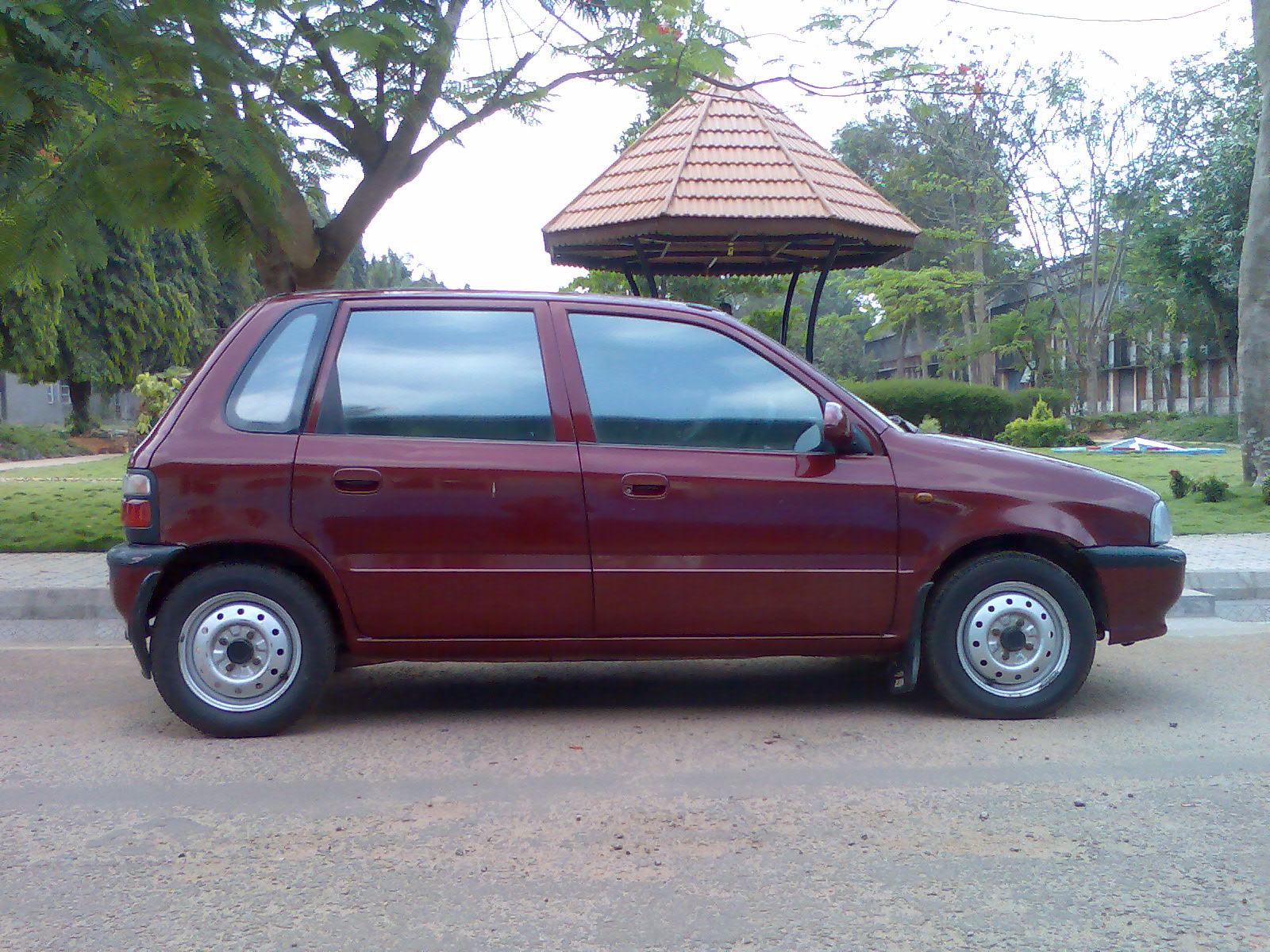
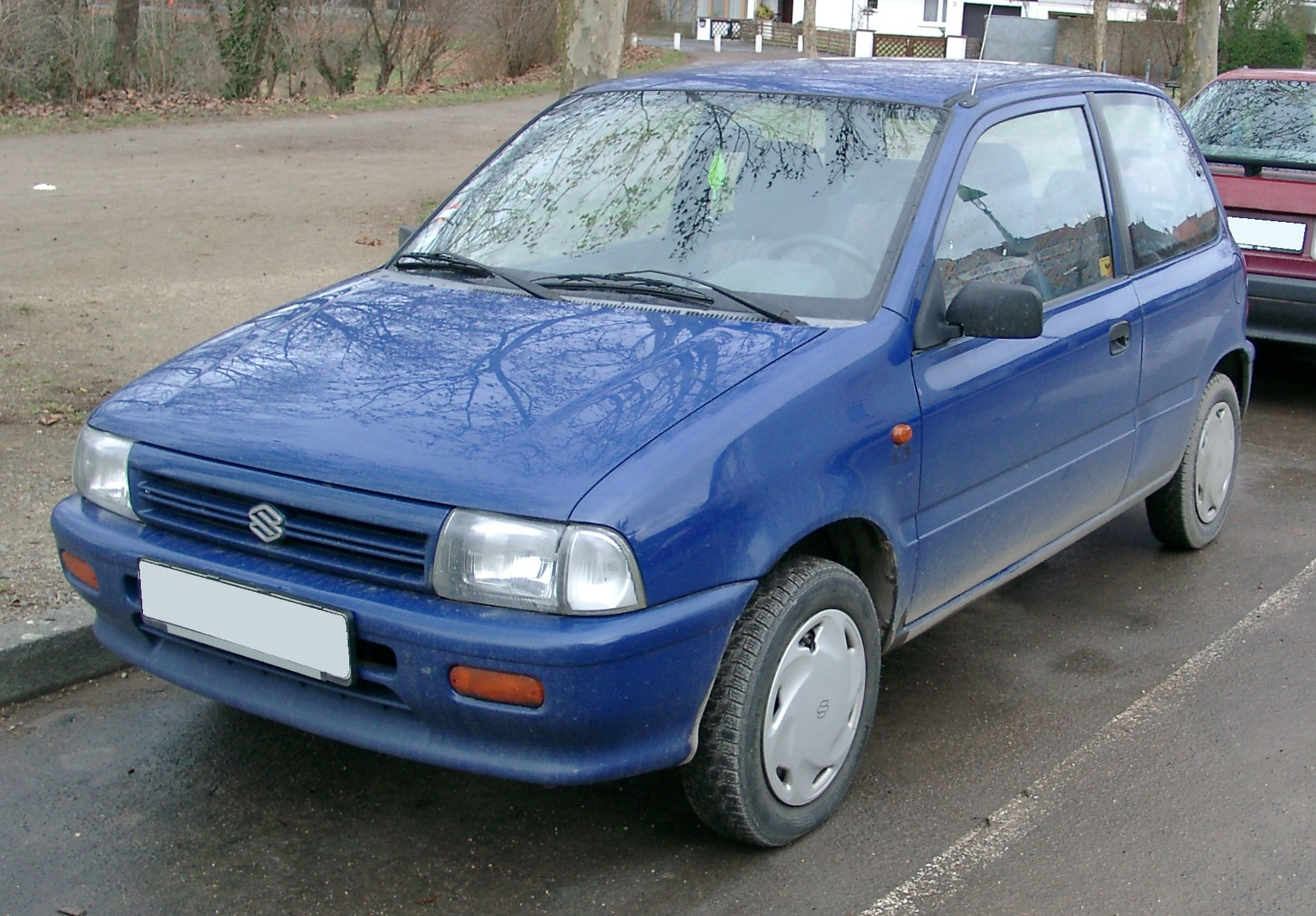
歐規Alto車頭
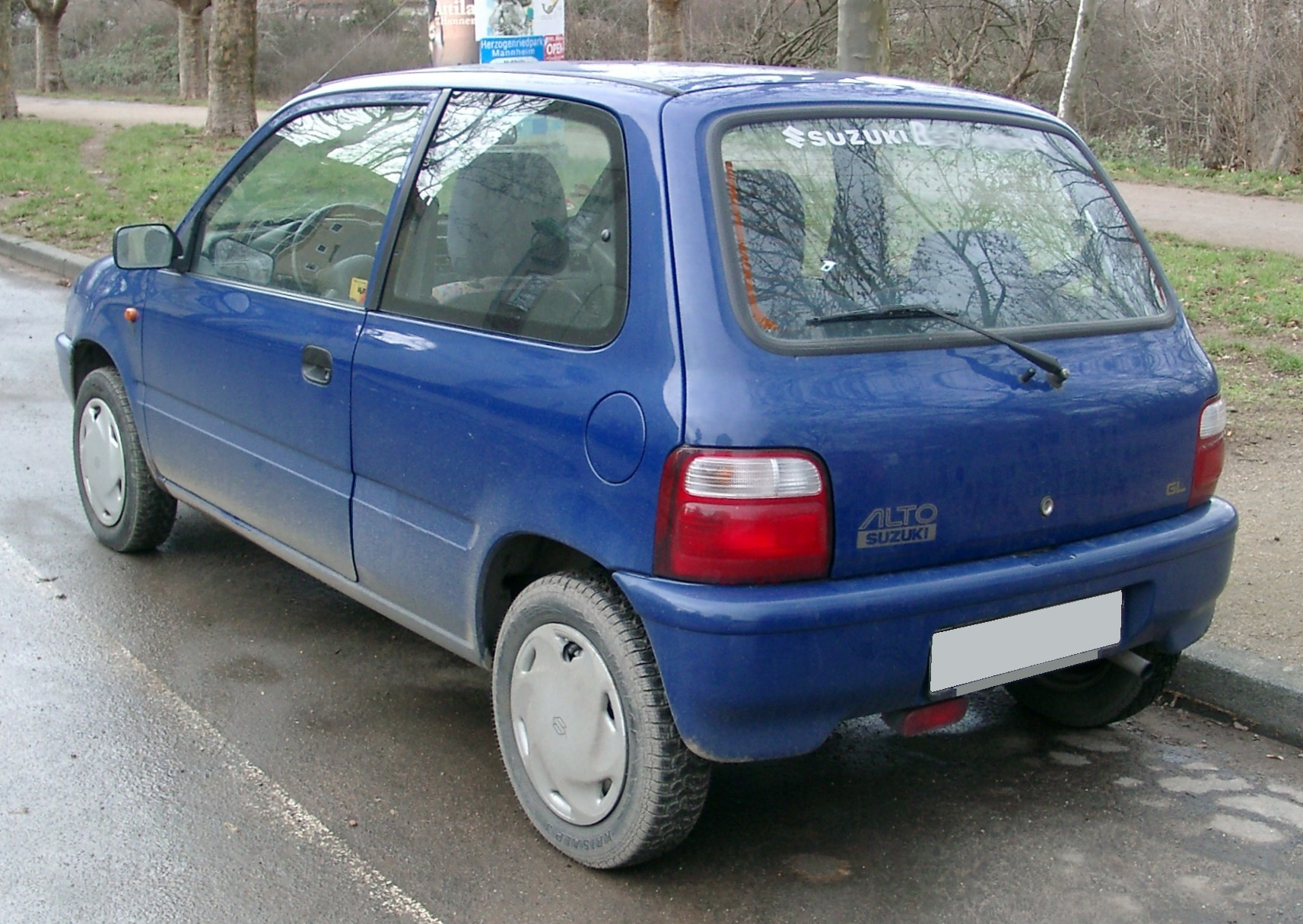
歐規Alto車尾

## 內部連結
- 鈴木Cervo
- 馬魯蒂Zen Estilo

## 外部連結
- （英文）馬魯蒂官方網站 （页面存档备份，存于）